# Сръбско кралство
Сръбското кралство (на сръбски: Српска краљевина), наричано също Кралство Рашка (на латински: Regnum Rasciae) е средновековна държава в Югоизточна Европа, просъществувала в периода от 1217 г. до 1346 г. През различните периоди от съществуването си тя е васална на Византия, Втората Българска Империя, Епирското деспотство или Кралство Унгария.

Тя наследява Великото княжество Сърбия, чийто владетел Стефан Първовенчани през 1217 година е коронясан за крал. Управлявана е от поредица крале от династията Неманичи. През 1346 година крал Стефан Душан се обявява за цар, поставяйки началото на Сръбското царство.
- Велико княжество Сърбия
- Високи Дечани
- Рашки стил
- Грачаница